# Stary Ratusz w Ostrawie
Stary Ratusz – zabytkowy budynek znajdujący się w południowo-zachodnim narożniku pl. T. G. Masaryka (rynku) w Ostrawie. Pierwsza wzmianka o nim pochodzi z roku 1539, dokładnej daty powstania nie można ustalić.
Podczas wielkiego pożaru miasta w 1556 r. obiekt spłonął. Podczas odbudowy powstała nowa murowana wieża ratuszowa projektu B. Vlacha, która przez wiele lat pozostawała nieukończona. W ramach renowacji po kolejnym pożarze, w 1675 r., uzyskała galerię z balustradą. Na początku XVIII wieku wieża była w bardzo złym stanie technicznym, dlatego zdecydowano się na jej przebudowę, która odbyła się w latach 1737-40 w duchu baroku według projektu Martina Kellera. Została wtedy zwieńczona dachem cebulastym z dwiema latarniami.
W 1829 r. w wieżę trafił piorun i rozważano zburzenie zniszczonej budowli, ostatecznie jednak zdecydowano się ją dokładnie zrekonstruować. W 1837 r. ratusz nadbudowano o pierwsze piętro według projektu budowniczego Gotsche w stylu empirowym; wtedy też przeniesiono kramy mięsne z podcieni na tyły budynku. W 1859 r. powstało według projektu F. Böhma drugie piętro (również empirowe). W roku 1874 elewacja wieży ratuszowej została przebudowana w stylu neorenesansowym. Ostatnią zmianą w wyglądzie ostrawskiego ratusza była dobudowa od tyłu (w miejscu kramów mięsnych) nowego neorenesansowego budynku w 1885 r.
Ratusz pełnił swą funkcję do 1931 roku, kiedy oddano do użytku nowy gmach na pl. Prokesza. Odtąd znajduje się tu siedziba Muzeum Ostrawskiego, a współcześnie również centrum informacji turystycznej.